# Makuntima Kisombe
Makuntima Kisombe (10 de outubro de 1992) é um futebolista profissional congolês que atua como meia.

## Carreira
Makuntima Kisombe representou o elenco da Seleção da República Democrática do Congo de Futebol no Campeonato Africano das Nações de 2013.